# وهيبة بوحلايس
وهيبة بوحلايس (1976 -) هي مذيعة جزائرية عملت في قناة الجزيرة. قدّمت النشرة الجوية في قناة الجزيرة إلى غاية سنة 2017 وتعمل حاليا مراسلة لقناة التلفزيون العربي في قطر.

## حياتها
- ولدت في 1976 بقسنطينة، الجزائر

- ليسانس آداب لغة إنجليزية جامعة بن باديس - الجزائر 1998
- سكرتيرة مجلس إدارة منتدى سيدات الأعمال القطريات 2000- 2006.
- مترجمة فورية بغرفة تجارة وصناعة قطر 2001.
- مترجمة ومعلقة لبعض البرامج والأفلام بالقناة القطرية الثانية 2000- 2001
- مدرسة للغة الفرنسية بإحدى المدارس القطرية الخاصة 2000.
- مذيعة ومعدة نشرة جوية في قناة الجزيرة.